# Verkiezingen in Chili
In Chili worden presidents-, parlements-, regionale- en gemeenteraadsverkiezingen gehouden.
Algemeen kiesrecht werd in 1970 ingevoerd voor iedere Chileen van 18 jaar of ouder; voorheen golden allerlei restricties waardoor een deel (tot 1925 zelfs grote delen) van de bevolking was (waren) uitgesloten. Censuskiesrecht gold van 1833 tot 1925. Vrouwenkiesrecht werd in 1935, zij het in beperkte vorm ingevoerd. (Vereisten: 25 jaar of ouder [mannen: 21 jaar]; geletterd en alleen bij gemeenteraadsverkiezingen.) In 1949 werden de eisen voor kiesgerechtigde mannen en vrouwen rechtgetrokken (21 jaar; geletterd).

## Presidentsverkiezingen
Presidentsverkiezingen worden om de vier jaar gehouden op de derde zondag van november. Een kandidaat moet een absolute meerderheid behalen om tot president te worden gekozen. Lukt dit niet in eens, dat volgt (precies een week later) een tweede ronde tussen de twee kandidaten die de meeste stemmen hebben gekregen in de eerste ronde.
Directe herverkiezing als president is niet toegestaan. Iedere partij of coalitie mag maar één kandidaat naar voren schuiven. Onafhankelijke kandidaten mogen ook aan de presidentsverkiezingen meedoen, maar moeten dan eerst een bepaald aantal handtekeningen verzamelen.
De laatste presidentsverkiezingen vonden op 17 november 2013 plaats en werden gewonnen door de kandidaat van centrumlinks, Michelle Bachelet. De volgende presidentsverkiezingen staan gepland op 19 november 2017.

## Parlementsverkiezingen
Het Nationaal Congres van Chili kent twee kamers, een hogerhuis, de Senaat (Senado) genaamd en een lagerhuis, de Kamer van Afgevaardigden (Cámara de Diputados) genaamd. Het land is verdeeld is 60 kiesdistricten voor het lagerhuis en 19 kiesdistricten voor het hogerhuis. Elke kiesdistrict kiest rechtstreeks twee afgevaardigden of twee senatoren. Hiermee is Chili het enige land ter wereld dat per kiesdistrict twee volksvertegenwoordigers kiest.
De Kamer van Afgevaardigden telt 138 leden en wordt om de vier jaar gekozen; de Senaat kent 38 leden en wordt om de acht jaar gekozen. Directe herverkiezing is toegestaan. In de eerste Senaat na het herstel van de democratie in 1990 werden kandidaten in een kiesdistrict met een oneven nummer voor vier jaar gekozen en die in een kiesdistrict met een even nummer voor acht jaar.
De laatste parlementsverkiezingen vonden tegelijk plaats met de presidentsverkiezingen. Ook bij de volgende parlementsverkiezingen zal dit het geval zijn.

### Huidige samenstelling
| Senaat van Chili                  | Senaat van Chili  |
| Regeringscoalitie                 | Regeringscoalitie |
| Partij                            | Zetels            |
| --------------------------------- | ----------------- |
| PDC                               | 7                 |
| PS                                | 9                 |
| PPD                               | 6                 |
| MAS                               | 1                 |
| Onafhankelijke kandidaat          | 1                 |
| Oppositie                         |                   |
| UDI                               | 7                 |
| RN                                | 6                 |
| Onafhankelijke kandidaat          | 1                 |
| Overige senatoren                 |                   |
| Patagonische Regionale Democratie | 1                 |
| Amplitude                         | 1                 |
| Onafhankelijke kandidaat          | 1                 |
| Totaal:                           | 38                |

| Kamer van Afgevaardigden van Chili | Kamer van Afgevaardigden van Chili |
| Regeringscoalitie                  | Regeringscoalitie                  |
| Partij                             | Zetels                             |
| ---------------------------------- | ---------------------------------- |
| PDC                                | 21                                 |
| PS                                 | 16                                 |
| PPD                                | 15                                 |
| PCCh                               | 6                                  |
| PRSD                               | 6                                  |
| IC                                 | 1                                  |
| Onafhankelijke kandidaat           | 2                                  |
| Oppositie                          |                                    |
| UDI                                | 29                                 |
| RN                                 | 15                                 |
| Evópoli                            | 1                                  |
| Chile Vamos                        | 2                                  |
| Overige senatoren                  |                                    |
| Onafhankelijke kandidaat           | 1                                  |
| Amplitude                          | 2                                  |
| PL                                 | 1                                  |
| Totaal:                            | 120                                |

## Regionale verkiezingen
Ieder van de vijftien Regio's van Chili wordt bestuurd door een intendant (Intendente) die benoemd worden door de president. Elk van hen wordt geassisteerd door een raad van adviseurs (consejeros). De adviseurs werden aanvankelijk (via getrapte verkiezingen) gekozen door regionale kiescomités voor de duur van vier jaar. In 2009 werd de wet veranderd zodat de adviseurs rechtstreeks gekozen kunnen worden door kiesgerechtigde inwoners binnen een regio. Op 17 november 2013 vonden de eerste verkiezingen nieuwe stijl plaats.

## Gemeenteraadsverkiezingen
Gemeenteraadsverkiezingen vinden om de vier jaar plaats. Naast de gemeenteraad wordt ook de burgemeester (Alcalde) gekozen. De laatste gemeenteraadsverkiezingen vonden plaats op 28 oktober 2012.

## Referenda
Landelijke referenda met een bindend karakter (plebiscito) vinden alleen plaats wanneer een door het parlement goedgekeurde wet m.b.t. een grondwetshervorming door een veto van de president wordt getroffen. Wanneer vervolgens blijkt dat bij een volgende stemming in de beide kamers van het parlement sprake is van een tweederdemeerderheid die de grondwetshervorming steunt i.p.v. een "gewone" meerderheid, dan rest de president nog twee opties: óf het ondertekenen van de nieuwe wet óf een referendum uitschrijven. Deze situatie heeft zich tot op heden toe nog niet voorgedaan.
De grondwet maakt bindende referenda op gemeentelijk niveau mogelijk. Dit is nog maar één keer gebeurd inzake een gemeentelijke herindeling in Peñalolén.
Lijst van nationale referenda
| Chileens referendum 1812 |
| Chileens referendum 1817 |
| Chileens referendum 1818 |
| Chileens referendum 1925 |
| Chileens referendum 1978 |
| Chileens referendum 1980 |
| Chileens referendum 1988 |
| Chileens referendum 1989 |